# 蒙富莫
蒙富莫（義大利語：Monfumo），是意大利威尼托大区特雷维索省的一个市镇。总面积11.31平方公里，人口1460人，人口密度129.1人/平方公里（2009年）。国家统计（ISTAT）代码为026045。